# Tom Dice

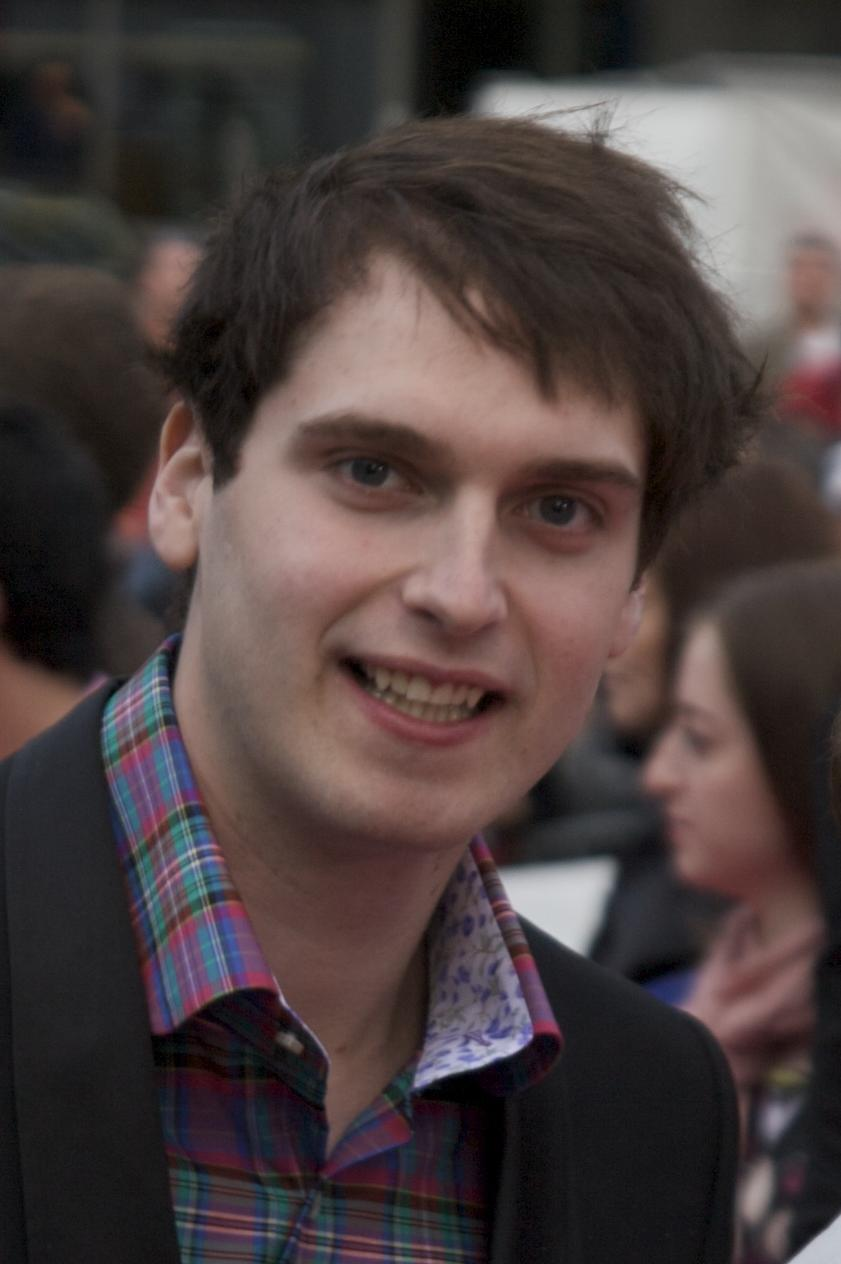
Tom Dice i Oslo

Tom Dice, född 25 november 1989 i Eeklo, Belgien, är en belgisk sångare och låtskrivare.

## Karriär
År 2008 kom Dice tvåa i talangprogrammet den belgiska versionen av The X Factor. Därefter släppte han sin första singel, en akustisk cover av Leona Lewis hitlåt "Bleeding Love".
Den 25 november 2009 meddelade det flamländska TV-bolaget VRT att Dice kommer att representera Belgien i Eurovision Song Contest 2010 i Oslo med låten Me And My Guitar. Han fick totalt 167 poäng i den första semifinalen och blev därigenom etta. I finalen slutade han på sjätte plats med 143 poäng totalt.

## Diskografi
Album
- Teardrops - 2010

Singlar
- Bleeding Love - 2009
- Me And My Guitar - 2010